# Château de Merval
Pour les articles homonymes, voir Merval (homonymie).
Le château de Merval est une demeure qui se dresse sur le territoire de la commune française de Brémontier-Merval, dans le département de la Seine-Maritime, en région Normandie. L'édifice est partiellement classé au titre des monuments historiques.

## Localisation
Le château est situé à Brémontier-Merval, dans le département français de la Seine-Maritime.

## Historique
Le château daté de 1629 a été construit pour Louis de Bucy, par l'architecte Louis Panier. Au XVIIe siècle, le domaine est la possession du comte Guillaume du Bary. Il est acquis en 1921 par Mme Georges Lebey et légué à l'État en 1943,.
L'édifice abrite un lycée professionnel agricole.

## Description

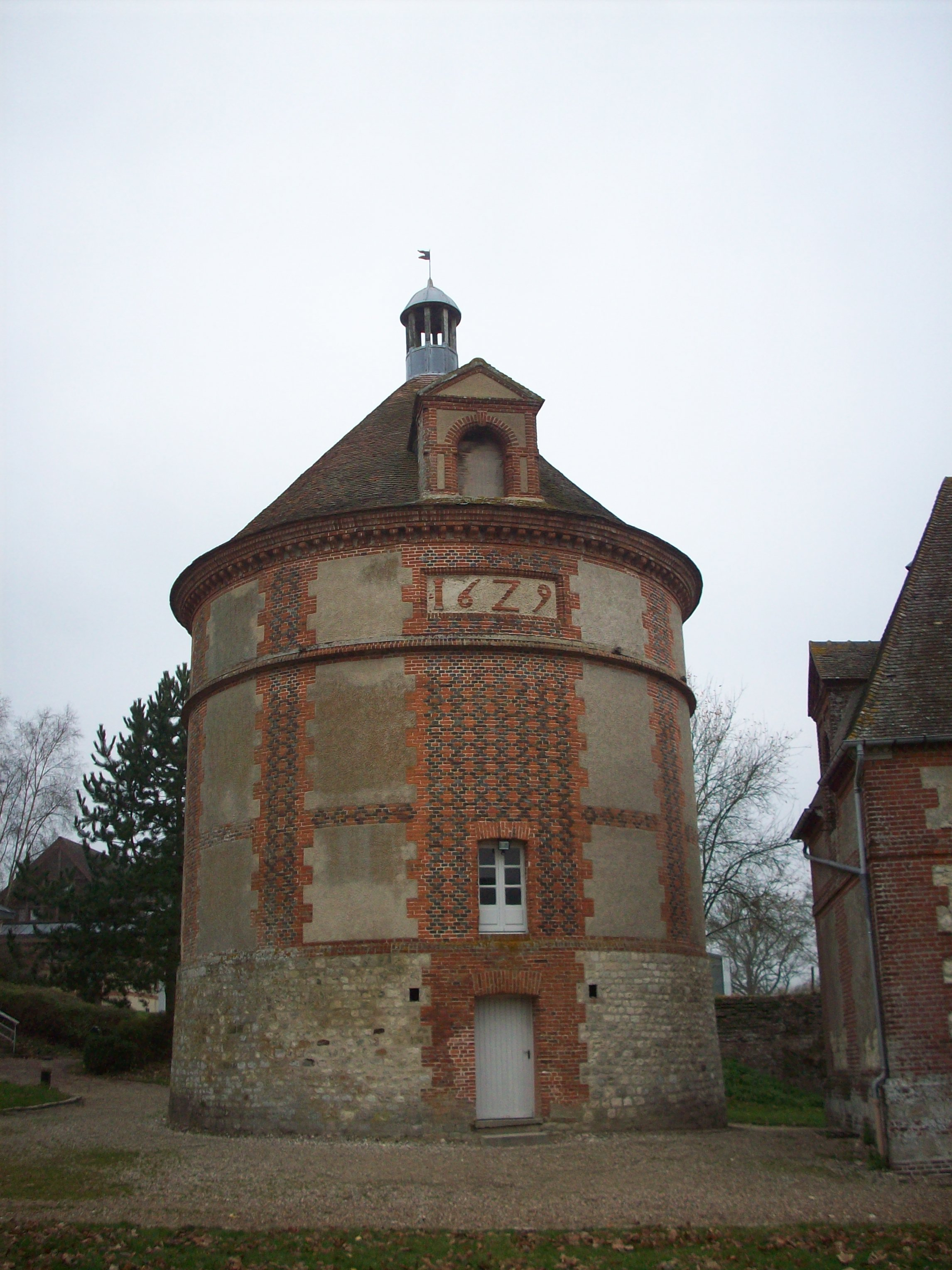
Le colombier.

Le château est en briques, l'orangerie est en briques et pierres. Un colombier est également présent.
Le parc abrite un arboretum.

## Protection
Les façades et toitures ; le pavillon du régisseur ; les bâtiments de l'orangerie ; les écuries et le pigeonnier sont classés au titre des monuments historiques par arrêté du 11 juin 1943.

## Pour approfondir